# Eurovizija.LT 2024
La prima edizione di Eurovizija.LT si è svolta dal 13 gennaio al 17 febbraio 2024 e ha selezionato il rappresentante della Lituania all'Eurovision Song Contest 2024 a Malmö.
Il vincitore è stato Silvester Belt con Luktelk.

## Organizzazione
L'emittente lituana Lietuvos Nacionalinis Radijas ir Televizija (LRT) ha confermato la partecipazione della Lituania all'Eurovision Song Contest 2024 il 17 luglio 2023. Il successivo 18 dicembre l'emittente ha confermato un cambio di format alla sua vecchia selezione nazionale (Pabandom iš naujo!), venendo successivamente rinominata Eurovizija.LT. Nel medesimo giorno, l'emittente ha dato la possibilità agli aspiranti partecipanti di inviare i propri brani entro l'11 dicembre dello stesso anno.
Lo show si terrà in sei serate: cinque saranno dedicate alle semifinali che si svolgeranno presso gli studi televisivi di LRT, mentre l'ultima sarà dedicata alla finale che si svolgerà presso la Švyturio Arena di Klaipėda. Il voto combinato dei giurati e del pubblico decreterà i 10 artisti qualificati dalle semifinali. Per quanto riguarda il sistema di voto nella finale, giuria e televoto decreteranno i primi 3 classificati in una prima fase, mentre il solo voto del pubblico selezionerà il vincitore nel secondo round.

## Partecipanti
Una giuria nominata da LRT ha selezionato i 40 partecipanti fra le 60 proposte ricevute. La lista completa degli artisti partecipanti è stata pubblicata il 19 dicembre 2023. Fra gli artisti figurano tre rappresentanti eurovisivi lituani: Andrius Pojavis (2013), Vilija (2014) e The Roop (2020 e 2021).
L'8 gennaio 2023 LRT ha annunciato il ritiro di Kotryna, che è stata successivamente sostituita da Marius Petrauskas con Kol laiko yra.
| Artista           | Brano                        | Lingua           | Compositori |
| ----------------- | ---------------------------- | ---------------- | --- |
| Agnė Buškevičiūtė | Puppeteer                    | Inglese          | Agnė Buškevičiūtė-Tumalavičienė, Evelina Dahlia, Ida Maria Søberg, Jonas Holteberg Jensen, Vilius Tumalavičius |
| Aistay            | You                          | Inglese          | Aistė Tomkevičiūtė                                                                                             |
| Aistè             | We Will Rule the World       | Inglese          | Aistė Gaižauskaitė, Kipras Varaneckas                                                                          |
| Andrius Pojavis   | Sing Me a Hug                | Inglese          | Andrius Pojavis                                                                                                |
| Antoine Wend      | Say No More                  | Inglese          | Antoine Wendling, Titas Astafėjevas                                                                            |
| Anžela            | Paskubėk                     | Lituano          | Titas Astafėjevas, Elena Jurgaitytė                                                                            |
| April Frey        | New Years                    | Inglese          | Ieva Andriuškevičiūtė                                                                                          |
| Baltos Varnos     | In the Night                 | Inglese          | Teresė Andrijauskaitė, Milda Andrijauskaitė-Bakanauskaitė                                                      |
| Clockwork Creep   | Empty                        | Inglese          | Paulius Mscichauskas                                                                                           |
| Danielė           | Cold Shower                  | Inglese          | Danielė Paužaitė, Gabija Žvirdauskaitė, Gytis Valickas                                                         |
| Deividas Valma    | Blood on Your Hands          | Inglese          | Tim Dawn, Aidan O'Connor                                                                                       |
| Eley              | Rock My Body                 | Inglese          | Eglė Jakštytė, Audrius Petrauskas, Titas Astafėjevas                                                           |
| Emilija V         | Trophy Wife                  | Inglese          | Emilija Valiukevičiūtė, Herve Tshibola, Tiago Antunes                                                          |
| Freya Alley       | Serenade                     | Inglese          | Kamilė Balčytytė, Laurence Hobbs                                                                               |
| Hansanova         | Dragons and Rainbows         | Inglese          | Giedrius Balčiūnas                                                                                             |
| Il Senso          | Time                         | Inglese          | Andrius Kairys, Kipras Mašanauskas                                                                             |
| Kàro              | Weightless                   | Inglese          | Karolė Virbickaitė                                                                                             |
| Kasparas          | Fool                         | Inglese          | Jokūbas Tulaba, Kasparas Varanavičius, Urtė Povilauskaitė                                                      |
| Kotryna           | Let's Get Lost               | —                | — |
| Lina Štalytė      | Perfect                      | Inglese          | Lina Štalytė                                                                                                   |
| Luka              | Move On                      | Inglese          | Luka Kuraitė, Gytis Valickas                                                                                   |
| Marius Petrauskas | Kol laiko yra                | Lituano          | Marius Petrauskas, Eligijus Žilinskas, Rūta Lukoševičiūtė                                                      |
| Mary Mo           | Done                         | Inglese          | Tomas Dičiūnas, Titas Astafėjevas, Audrius Petrauskas, Marija Monika Dičiūnė                                   |
| Martin            | Jigsaw                       | Inglese          | Martin |
| Meidė             | Zoo                          | Inglese          | Meidė Šlmamaitė, Paulius Vaicekauskas                                                                          |
| Monika Marija     | Unlove You Starting Tomorrow | Inglese          | Džiugas Juzėnas, Monika Paulauskaitė, Titas Astafėjevas                                                        |
| Multiks           | Vėjas galvoje                | Lituano          | Paulius Burba                                                                                                  |
| Paula Urbana      | It Is What It Is             | Inglese          | Alistair Gould, David Boyden, Francesca Morris, Hugo Shawn, Noah Simmonds, Paula Urbana                        |
| Petras            | Run                          | Inglese          | Audrius Petrauskas, Titas Astafėjevas                                                                          |
| Pluie de Comètes  | Be Careful                   | Inglese          | Justė Kraujelytė, Saulius Sakavičius                                                                           |
| Queens of Roses   | Walk Through Fire            | Inglese          | Adriana Pupavac, Aidan O'Connor, Andreas Bjorkman, Jonas Ekdahl                                                |
| Shower            | Impossible                   | Inglese          | Vainius Indriūnas, Dominykas Kazimieras Krulikovskis, Jonas Filmanavičius, Simonas Krukonis                    |
| Sid Hallow        | Here We Go Again             | Inglese          | Sidas Gvozdiovas, Anyanya Udongwo                                                                              |
| Silvester Belt    | Luktelk                      | Lituano          | Džesika Šyvokaitė, Elena Jurgaitytė, Karolis Labanauskas, Linas Strockis, Silvestras Beltė                     |
| Sun Francisco     | Trauka                       | Lituano          | Giedrė Ivanova, Maksimas Ivanovas                                                                              |
| The Roop          | Simple Joy                   | Inglese          | Mantas Banišauskas, Robertas Baranauskas, Vaidotas Valiukevičius, Vegard Hurum                                 |
| Thomas G          | Us                           | Inglese          | Audrius Petrauskas, Titas Astafėjevas                                                                          |
| VB Gang           | Kaboom!!!                    | Inglese, coreano | Vidas Bareikis                                                                                                 |
| Vilija            | Save Me                      | Inglese          | Vilija Matačiūnaitė                                                                                            |
| Žalvarinis        | Gaudė vėjai                  | Lituano          | Robertas Semeniukas, Viltė Ambrazaitytė, Sigita Jonynaitė                                                      |
| Živilė Gedvilaitė | Save Me                      | Inglese          | Ylva Persson, Linda Persson, Peter Frodin, Paulius Jasiūnas                                                    |

## Semifinali
Le semifinali si svolgeranno in cinque serate, dal 13 gennaio al 10 febbraio 2024, e vedrà competere 8 partecipanti ciascuno per i 2 posti per puntata destinati alla finale.

### Prima semifinale
La prima semifinale si è svolta il 13 gennaio 2024 presso gli studi televisivi di LRT ed è stata presentata da Gabrielė Martirosian e Nombeko Augustė. La giura è stata composta da Ieva Narkutė, Vytautas Bikus, Ramūnas Zilnys, Darius Užkuraitis e Monika Liu.
Ad accedere alla finale sono stati Silvester Belt e i VB Gang.
| # | Artista           | Titolo        | Punteggio | Punteggio | Punteggio | Punteggio | Posizione |
| # | Artista           | Titolo        | Giuria    | Televoto  | Televoto  | Totale    | Posizione |
| - | ----------------- | ------------- | --------- | --------- | --------- | --------- | --------- |
| 1 | Živilė Gedvilaitė | Save Me       | 3         | 165       | 3         | 6         | 8         |
| 2 | Antoine Wend      | Say No More   | 5         | 310       | 5         | 10        | 6         |
| 3 | Marius Petrauskas | Kol laiko yra | 6         | 454       | 7         | 13        | 5         |
| 4 | Silvester Belt    | Luktelk       | 12        | 1 503     | 10        | 22        | 1         |
| 5 | Aistay            | You           | 4         | 199       | 4         | 8         | 7         |
| 6 | VB Gang           | Kaboom!!!     | 10        | 1 843     | 12        | 22        | 2         |
| 7 | Luka              | Move On       | 7         | 695       | 8         | 15        | 3         |
| 8 | Clockwork Creep   | Empty         | 8         | 412       | 6         | 14        | 4         |

### Seconda semifinale
La seconda semifinale si è svolta il 20 gennaio 2024 presso gli studi televisivi di LRT ed è stata presentata da Gabrielė Martirosian e Nombeko Augustė. La giuria è stata composta da Ieva Narkutė, Vytautas Bikus, Ramūnas Zilnys,Ieva Zasimauskaitė e Kristupas Naraškevičius. 
Ad accedere alla finale sono stati Aistè e i Žalvarinis.
| # | Artista         | Titolo                 | Punteggio | Punteggio | Punteggio | Punteggio | Posizione |
| # | Artista         | Titolo                 | Giuria    | Televoto  | Televoto  | Totale    | Posizione |
| - | --------------- | ---------------------- | --------- | --------- | --------- | --------- | --------- |
| 1 | Andrius Pojavis | Sing Me a Hug          | 3         | 190       | 3         | 6         | 8         |
| 2 | Eley            | Rock My Body           | 8         | 730       | 8         | 16        | 3         |
| 3 | Deividas Valma  | Blood on Your Hands    | 5         | 710       | 6         | 11        | 6         |
| 4 | Aistè           | We Will Rule the World | 12        | 1 092     | 10        | 22        | 1         |
| 5 | Žalvarinis      | Gaudė vėjai            | 10        | 2 159     | 12        | 22        | 2         |
| 6 | Paula Urbana    | It Is What It Is       | 7         | 502       | 4         | 11        | 5         |
| 7 | Thomas G        | Us                     | 6         | 723       | 7         | 13        | 4         |
| 8 | Multiks         | Vėjas galvoje          | 4         | 605       | 5         | 9         | 7         |

### Terza semifinale
La terza semifinale si è svolta il 27 gennaio 2024 presso gli studi televisivi di LRT ed è stata presentata da Gabrielė Martirosian e Nombeko Augustė. La giuria è stata composta da Ieva Narkutė, Vytautas Bikus, Kristupas Naraškevičius, Gerūta Griniūtė e Jievaras Jasinskis.
Ad accedere alla finale sono stati i Pluie de Comètes e Shower.
| # | Artista          | Titolo           | Punteggio | Punteggio | Punteggio | Punteggio | Posizione |
| # | Artista          | Titolo           | Giuria    | Televoto  | Televoto  | Totale    | Posizione |
| - | ---------------- | ---------------- | --------- | --------- | --------- | --------- | --------- |
| 1 | Anžela           | Paskubėk         | 5         | 498       | 5         | 10        | 6         |
| 2 | Sid Hallow       | Here We Go Again | 3         | 430       | 3         | 6         | 8         |
| 3 | Meidė            | Zoo              | 10        | 509       | 6         | 16        | 3         |
| 4 | Pluie de Comètes | Be Careful       | 12        | 520       | 7         | 19        | 2         |
| 5 | Sun Francisco    | Trauka           | 4         | 457       | 4         | 8         | 7         |
| 6 | Mary Mo          | Done             | 6         | 1 011     | 10        | 16        | 4         |
| 7 | Baltos Varnos    | In the Night     | 7         | 637       | 8         | 15        | 5         |
| 8 | Shower           | Impossible       | 8         | 2 444     | 12        | 20        | 1         |

### Quarta semifinale
La quarta semifinale si svolgerà il 3 febbraio 2024 presso gli studi televisivi di LRT e sarà presentata da Gabrielė Martirosian e Nombeko Augustė. La giuria è stata composta da Ieva Narkutė, Vytautas Bikus, Ramūnas Zilnys, Darius Užkuraitis e Giedrė Kilčiauskienė. 
Ad accedere alla finale sono stati Il Senso e Monika Marija.
| # | Artista           | Titolo                       | Punteggio | Punteggio | Punteggio | Punteggio | Posizione |
| # | Artista           | Titolo                       | Giuria    | Televoto  | Televoto  | Totale    | Posizione |
| - | ----------------- | ---------------------------- | --------- | --------- | --------- | --------- | --------- |
| 1 | Agnė Buškevičiūtė | Puppeteer                    | 5         | 711       | 7         | 12        | 5         |
| 2 | Il Senso          | Time                         | 10        | 3 232     | 12        | 22        | 1         |
| 3 | Kasparas          | Fool                         | 8         | 962       | 10        | 18        | 3         |
| 4 | Monika Marija     | Unlove You Starting Tomorrow | 12        | 921       | 8         | 20        | 2         |
| 5 | Vilija            | Save Me                      | 4         | 374       | 3         | 7         | 8         |
| 6 | Danielė           | Cold Shower                  | 3         | 611       | 5         | 8         | 7         |
| 7 | Martin            | Jigsaw                       | 7         | 713       | 6         | 13        | 4         |
| 8 | Hansanova         | Dragons and Rainbows         | 6         | 512       | 4         | 10        | 6         |

### Quinta semifinale
La quinta semifinale si è svolta il 10 febbraio 2024 presso gli studi televisivi di LRT ed è stata presentata da Gabrielė Martirosian e Nombeko Augustė. La giuria è stata composta da Ieva Narkutė, Vytautas Bikus, Ramūnas Zilnys, Jievaras Jasinskis e Tautvydas Gaudėšius.
Ad accedere alla finale sono stati i Queens of Roses e The Roop.
| # | Artista         | Titolo            | Punteggio | Punteggio | Punteggio | Punteggio | Posizione |
| # | Artista         | Titolo            | Giuria    | Televoto  | Televoto  | Totale    | Posizione |
| - | --------------- | ----------------- | --------- | --------- | --------- | --------- | --------- |
| 1 | Freya Alley     | Serenade          | 4         | 869       | 8         | 12        | 5         |
| 2 | Kàro            | Weightless        | 6         | 387       | 5         | 8         | 7         |
| 3 | Petras          | Run               | 7         | 335       | 4         | 11        | 6         |
| 4 | Queens of Roses | Walk Through Fire | 10        | 840       | 7         | 17        | 2         |
| 5 | April Frey      | New Years         | 8         | 391       | 6         | 14        | 4         |
| 6 | Emilija V       | Trophy Wife       | 3         | 130       | 3         | 6         | 8         |
| 7 | The Roop        | Simple Joy        | 12        | 3 691     | 12        | 24        | 1         |
| 8 | Lina Štalytė    | Perfect           | 5         | 1 730     | 10        | 15        | 3         |

## Finale
La finale si è svolta il 17 febbraio 2024 presso la Švyturio Arena di Klaipėda ed è stata presentata da Gabrielė Martirosian e Nombeko Augustė. La giuria è stata composta da Ieva Narkutė, Vytautas Bikus, Ramūnas Zilnys, Ieva Zasimauskaitė, Kristupas Naraškevičius e Giedrė Kilčiauskienė.
Durante la serata si sono esibiti come ospiti Monika Linkytė, rappresentante della Lituania all'Eurovision Song Contest 2015 e 2023, Dons, rappresentante della Lettonia all'Eurovision Song Contest 2024, e il gruppo musicale lituano MAN-GO.
In seguito alla somma delle votazioni Silvester Belt, gli Shower e The Roop hanno avuto accesso alla superfinale, dove il televoto ha proclamato Silvester Belt con Luktelk vincitore della manifestazione.
| #  | Artista          | Titolo                       | Punteggio | Punteggio | Punteggio | Punteggio | Posizione |
| #  | Artista          | Titolo                       | Giuria    | Televoto  | Televoto  | Totale    | Posizione |
| -- | ---------------- | ---------------------------- | --------- | --------- | --------- | --------- | --------- |
| 1  | Aistè            | We Will Rule the World       | 4         | 1 635     | 4         | 8         | 6         |
| 2  | Žalvarinis       | Gaudė vėjai                  | 3         | 2 750     | 5         | 8         | 7         |
| 3  | Pluie de Comètes | Be Careful                   | 5         | 578       | 1         | 6         | 9         |
| 4  | Silvester Belt   | Luktelk                      | 10        | 25 502    | 12        | 22        | 2         |
| 5  | VB Gang          | Kaboom!!!                    | 6         | 7 679     | 7         | 13        | 4         |
| 6  | Il Senso         | Time                         | 2         | 4 012     | 6         | 8         | 8         |
| 7  | Shower           | Impossible                   | 12        | 15 783    | 10        | 22        | 1         |
| 8  | Monika Marija    | Unlove You Starting Tomorrow | 7         | 1 609     | 3         | 10        | 5         |
| 9  | Queens of Roses  | Walk Through Fire            | 1         | 897       | 2         | 3         | 10        |
| 10 | The Roop         | Simple Joy                   | 8         | 11 802    | 8         | 16        | 3         |

### Superfinale
| # | Artista        | Titolo     | Televoto | Televoto | Posizione |
| - | -------------- | ---------- | -------- | -------- | --------- |
| 1 | Silvester Belt | Luktelk    | 16 688   | 51,13%   | 1         |
| 2 | Shower         | Impossible | 9 066    | 27,78%   | 2         |
| 3 | The Roop       | Simple Joy | 6 884    | 21,09%   | 3         |